# İğneada, Demirköy
İğneada là một thị trấn thuộc huyện Demirköy, tỉnh Kırklareli, Thổ Nhĩ Kỳ. Dân số thời điểm năm 2011 là 2.117 người.